# Jason Euell
Jason Joseph Euell (ur. 6 lutego 1977 w Londynie) – jamajski piłkarz występujący na pozycji pomocnika.

## Kariera klubowa
Euell zawodową karierę rozpoczynał w sezonie 1995/1996 w angielskim klubie Wimbledon. W Premier League zadebiutował 28 października 1995 w przegranym 1:2 spotkaniu z Southampton., w którym strzelił też gola. Przez pierwsze trzy sezony był rezerwowym graczem Wimbledonu, a jego podstawowym zawodnikiem stał się od początku sezonu 1998/1999. W sezonie 1999/2000 zajął z klubem 18. miejsce w Premier League i spadł z nim do Division One. W Wimbledonie spędził jeszcze rok.
W lipcu 2001 roku podpisał kontrakt z grającym w Premier League klubem Charlton Athletic. W jego barwach zadebiutował 18 sierpnia 2001 w przegranym 1:2 spotkaniu z Evertonem. W Charltonie występował przez pięć sezonów. W tym czasie rozegrał tam 139 ligowych spotkań i zdobył w nich 34 bramki, a najwyższą pozycją wywalczoną z klubem w klasyfikacji końcowej Premier League była siódma w sezonie 2003/2004.
W sierpniu 2006 odszedł do innego zespołu Premier League – Middlesbrough. Pierwszy ligowy mecz zaliczył tam 9 września 2006 przeciwko Arsenalowi (1:1). W Middlesbrough był graczem rezerwowym. Spędził jeden sezon, w ciągu którego zagrał w 17 ligowych meczach.
W sierpniu 2007 roku trafił do Southamptonu występującego w Championship. Zadebiutował tam 1 września 2007 w wygranym 3:0 ligowym pojedynku z Queens Park Rangers. W sezonie 2008/2009 Euell zajął z klubem 23. miejsce w Championship i spadł z nim do League One. Wówczas odszedł do klubu Championship – Blackpool. W sezonie 2009/2010 awansował z nim do Premier League. W 2011 roku został wypożyczony do Doncaster Rovers z Championship.
W sierpniu 2011 roku podpisał roczny kontrakt z Charltonem Athletic, grającym w League One. W 2012 roku był stamtąd wypożyczony do AFC Wimbledon (League Two). W tym samym roku zakończył karierę.

## Kariera reprezentacyjna
W 1997 roku został powołany do kadry Anglii U-20 na Mistrzostwa Świata U-20. Na tym turnieju zagrał dwa razy, a jego reprezentacja odpadła z niego w 1/8 finału.
W 2004 roku został powołany do reprezentacji Jamajki, z której pochodził jego ojciec. W drużynie narodowej zadebiutował 18 listopada 2004 w zremisowanym 1:1 meczu eliminacji Mistrzostw Świata 2006 ze Stanami Zjednoczonymi. W 2006 roku wystąpił w dwóch towarzyskich spotkaniach reprezentacji Jamajki, a 29 maja w przegranym 1:4 meczu z Ghaną strzelił pierwszego gola w kadrze.